# Třísovská lípa
Třísovská lípa je mohutný památný strom, který roste 100 metrů severovýchodně od železniční stanice u Třísova na Českokrumlovsku. Lípa je pozoruhodná svojí celkovou mohutností – a to jak obvodem kmene, tak i výškou. Se svými 36 metry byla dočasně nejvyšší žijící lípou jižních Čech.

## Základní údaje
- název: Třísovská lípa
- výška: 34 m (1974)[4], 36 m (1995)[1][4], 33 m (2005)[5]
- obvod: 704 cm[3], 740 (1974)[4], 745 cm (1995)[1][4]
- věk: 200 let[6][7], 248 let (aktuálně, podle kapličky)[8][2], 230–400 let[9], 650 let (bioenergetická metoda)[5]
- zdravotní stav: 1 (1974, 1995)[4]
- sanace: po vichřici v 50. letech stažena koruna[2]
- umístění: kraj Jihočeský, okres Český Krumlov, obec Holubov, část obce Třísov
- souřadnice: 48°53'2.34"N, 14°20'58.03"E

## Stav stromu a údržba
Mohutný kmen se dělí a vytváří vysoký dvoják. Velmi silné kořenové náběhy odpovídají nezvyklým proporcím stromu a dokládají hmotnost a tlaky, které musí zvládat. Koruna byla několikrát vyvázána, aby se předešlo jejímu rozlomení: stalo se tak ve 40. a 60. letech 20. století, novodobě roku 2001. S výjimkou nejvyšší větve, kterou zřejmě spálil blesk, je lípa ve výborném zdravotním stavu.

## Historie a pověsti

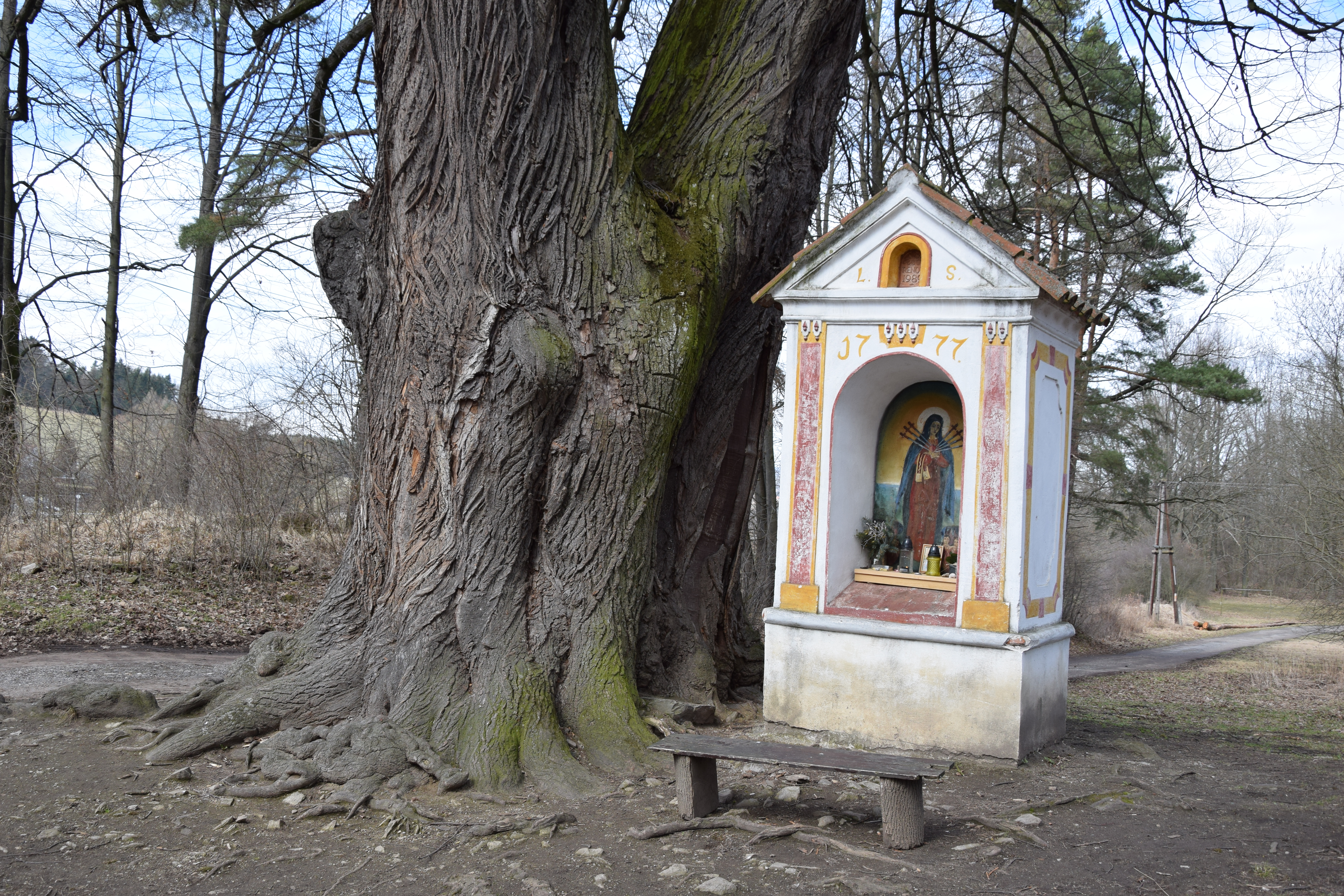
Kaple Panny Marie Sedmibolestné vedle Třísovské lípy

Strom roste v nadmořské výšce 520 metrů mezi valy někdejšího keltského oppida, místo je údajně naplněno pozitivní energií. K samotnému stromu se žádné pověsti nevážou, historickou zajímavostí je snad stěhování kapličky provedené roku 1989 z důvodu nezvykle rychlého růstu stromu.

## Další zajímavosti
Třísovské lípě byl věnován prostor v televizním pořadu Paměť stromů, konkrétně v dílu č. 12: Stromy u klášterů a poutních míst. Ve svých kresbách ji zachytil i akademický malíř Jaroslav Turek.